# 平和記念東京博覧会

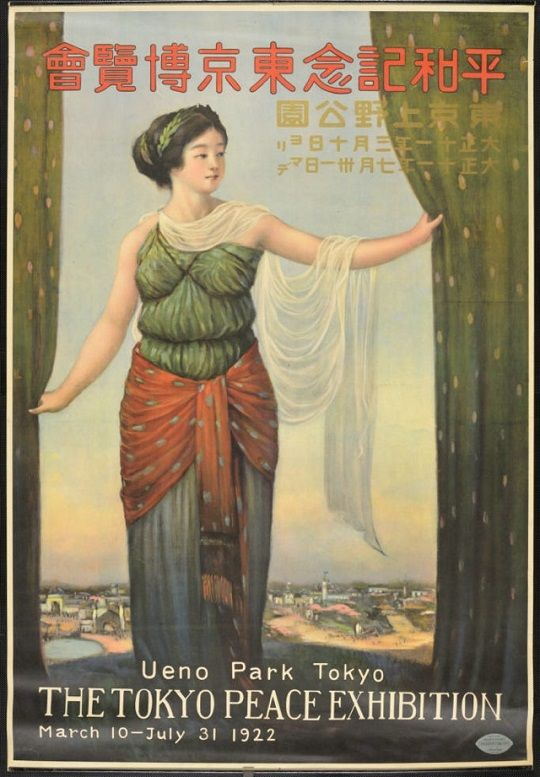
平和記念東京博覧会のポスター

平和記念東京博覧会（へいわきねんとうきょうはくらんかい）は1922年（大正11年）、上野公園で行われた博覧会である。

## 概要

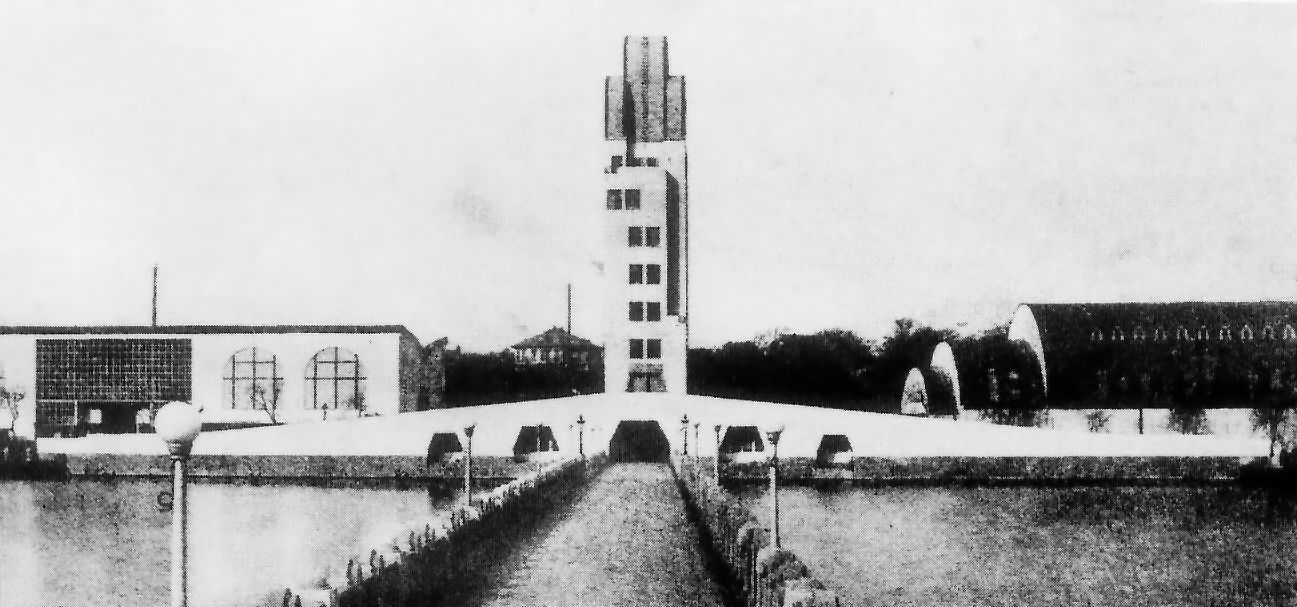
堀口捨己の手による平和塔（メインパビリオン）

主催は東京府。第一次世界大戦終結後の平和を記念し、日本産業の発展に資するため開催された。会期は1922年3月10日から7月31日まで、来場者は約1100万人と空前の人出になった。
展示施設は伊東忠太、佐野利器が顧問となり、東京府技師の小倉強らが設計に当たった。新進の建築家堀口捨己、滝沢真弓、蔵田周忠らが起用され、堀口による第二会場池塔、機械動力館などの表現主義的な、分離派式の施設が目を引いた。
呼び物となった「文化村」では、あめりか屋などによる中流階層向けの住宅14棟が展示された。ここから文化住宅という言葉が広まったと言われる。
作品は藤島「残雪」、柏亭「外套を着たる夫人」、内藤伸「六道将軍」など。